# Ахкива
Ахкива — река в России, протекает по территории Костомукшского городского округа Карелии. Устье реки находится в 13 км по левому берегу реки Вуокинйоки. Длина реки — 24 км.
В 12 км от устья по левому берегу реки впадает река Калаханга.

## Данные водного реестра
По данным государственного водного реестра России относится к Баренцево-Беломорскому бассейновому округу, водохозяйственный участок реки — Кемь от истока до Юшкозерского гидроузла, включая озёра Верхнее, Среднее и Нижнее Куйто. Речной бассейн реки — бассейны рек Кольского полуострова и Карелии, впадает в Белое море.
Код объекта в государственном водном реестре — 02020000812102000002949.